# Jean-Pierre Petrolacci
Jean-Pierre Petrolacci est un scénariste français.

## Filmographie

### Cinéma
- 1968 : Adélaïde de Jean-Daniel Simon (dialogues)
- 1970 : Ils de Jean-Daniel Simon (adaptation et dialogues)
- 1973 : Don Juan 73, de Roger Vadim (collaboration scénario)
- 1975 : Il pleut toujours où c'est mouillé de Jean-Daniel Simon
- 1981 : Asphalte de Denis Amar

### Télévision
- 1976 : Un été à Vallon de Jean-Daniel Simon
- 1977 : Le Cœur au ventre (6 x 1 h) de Robert Mazoyer
- 1979 : Le Journal (6 x 52') de Philippe Lefebvre
- 1982 : Fausses notes de Peter Kassovitz
- 1983 : Le Corsaire de Franco Giraldi (mini-série TV, 3 épisodes)
- 1991 : Le Manège de Pauline de Pierre Lary

### Assistant réalisateur
- 1964 : Déclic et des claques (L'Esbroufe) de Philippe Clair
- 1965 : La Métamorphose des cloportes de Pierre Granier-Deferre